# Hervormde kerk (Terhorne)
De Hervormde kerk van Terhorne is een kerkgebouw in Terhorne in de Nederlandse provincie Friesland.

## Beschrijving
De driezijdig gesloten zaalkerk uit 1874 heeft een half ingebouwde toren van drie geledingen met ingesnoerde spits. Het gebouw heeft geen kerkfunctie meer.
Op de gevelsteen boven de ingang staat de tekst:
Den 2 juni 1874 is, namens Douariere Lycklama à Nijeholt
van Oldeboorn, de eerste steen aan dit kerkgebouw gelegd door den Heer
M. van Heiningen Nannainga, predikant der Hervormden te Terhorne.
H.O. v.d. Hoop, K.A. Veldman, A.J. de Vries. Kerkvoogden.